# Bernardo Cuesta
Bernardo Nicolás Cuesta Veratrini (ur. 20 grudnia 1988 w Álvarez) – argentyński piłkarz występujący na pozycji napastnika, od 2021 roku zawodnik peruwiańskiego Melgar.